# الیجیو وکی
الیجیو وکی (انگلیسی: Eligio Vecchi; ۱۶ فوریهٔ ۱۹۱۰ – ۸ نوامبر ۱۹۶۸) بازیکن فوتبال اهل ایتالیا بود.
از باشگاه‌هایی که در آن بازی کرده‌است می‌توان به باشگاه فوتبال اینتر میلان، باشگاه فوتبال فیورنتینا، باشگاه فوتبال آلساندریا، باشگاه فوتبال فوجا، باشگاه فوتبال کرمونزه، و باشگاه فوتبال آتالانتا اشاره کرد.